# زاغی آبی تایوانی
زاغی آبی تایوانی (نام علمی: Urocissa caerulea) نام یک گونه از سرده زاغی‌های روشن است.